# Слива канадская
Слива чёрная, или Слива канадская (лат. Prunus nigra), — вид рода Слива (Prunus) семейства Розовых. В естественных условиях растёт на территории Канады и севере США, и является важной частью местной экосистемы. В дикой природе представляет собой лиственный кустарник или невысокое дерево. Распространена в северо-восточной части Северной Америки вместе с сливой американской. Произрастая на одной территории, эти растения часто дают природные гибриды. Зимостойкость и другие биологические особенности сливы канадской и её гибридов были использованы для выведения культурных сортов этого растения, которые широко применяются для возделывания в условиях севера по всему миру.

## Ботаническое описание
Кустарники или искривлённые деревья, (3) 6—9 (10) м высотой. Образует корневые отпрыски. Крона узкояйцевидная, плосковершинная, неправильная. Ствол короткий, до 30 см в диаметре. Кора гладкая, светло-коричневая, серая или чёрная, 3—4 мм толщиной. Ветви искривлённые, прямостоячие или восходящие, короткие и толстые. Побеги зачастую зигзагообразные, с колючками, молодые ярко-зелёные, с возрастом тёмно-красновато-коричневые. Зимние почки заострённые, красные или серовато-коричневые, покрыты треугольными чешуями, 4—8 мм длиной. Листья очерёдные, простые, опадающие, округло-эллиптические или обратнояйцевидные, 6—10 (12) см длиной, 2,5—7 см шириной; черешки утолщённые, 1,2—2,5 см длиной, с 2 желёзками у основания листа.
Цветки белые с розоватым оттенком, 1,5—2,5 см в диаметре, собраны в 3-5-цветковые соцветия; чашечка 5-раздельная ширококолокольчатая, доли узкие, заострённые; лепестков 5; тычинок 15—20, пестик один. Плоды — шаровидные или яйцевидные, красные, оранжевые или жёлтые костянки, (2) 2,5—3 см длиной; мякоть жёлтая, сочная, сладко-кислая, терпкая; косточка овальная, сплюснутая, 2—2,5 см длиной. Цветение с апреля по июнь, плодоношение в августе—сентябре. Хромосомное число 2n = 16.

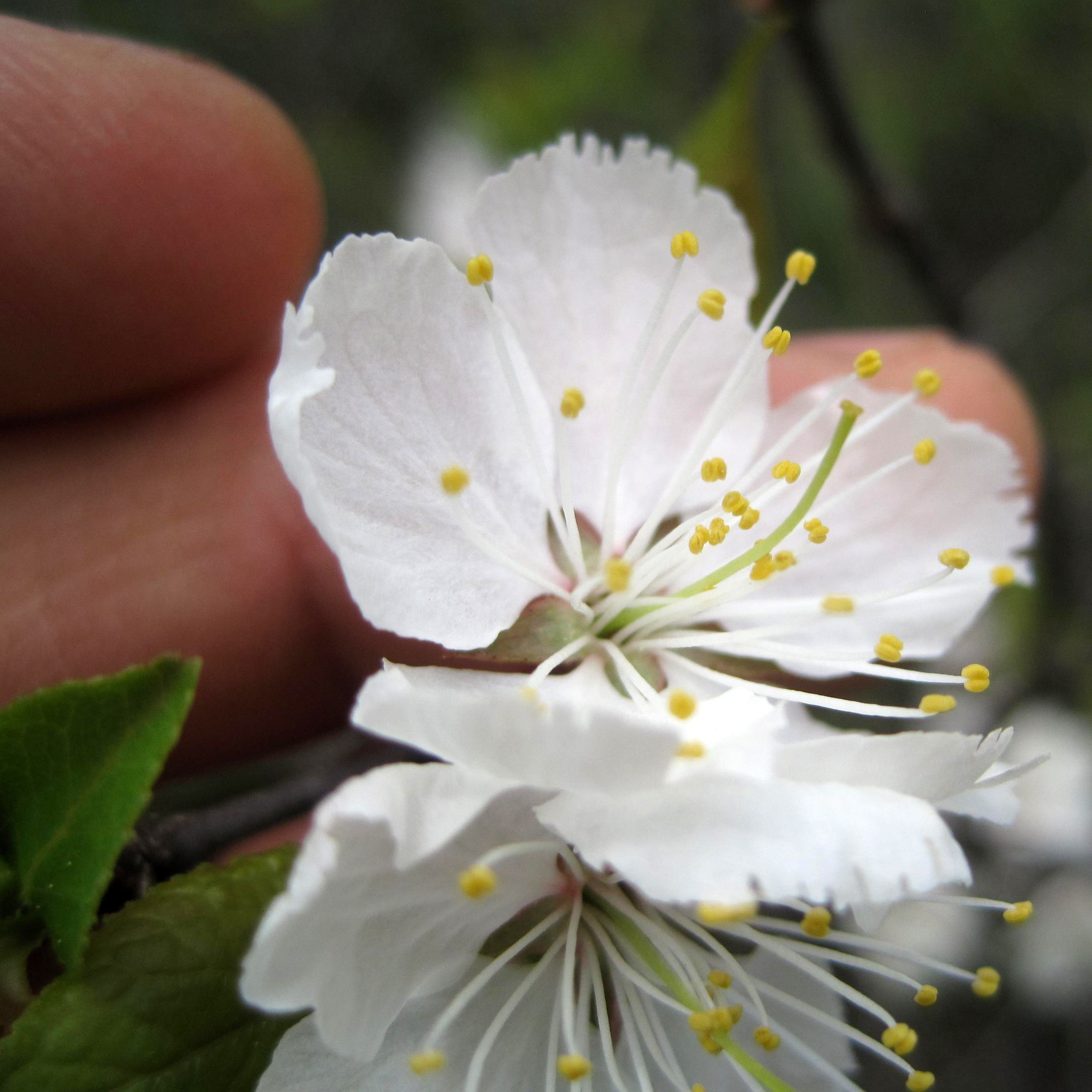
Цветок
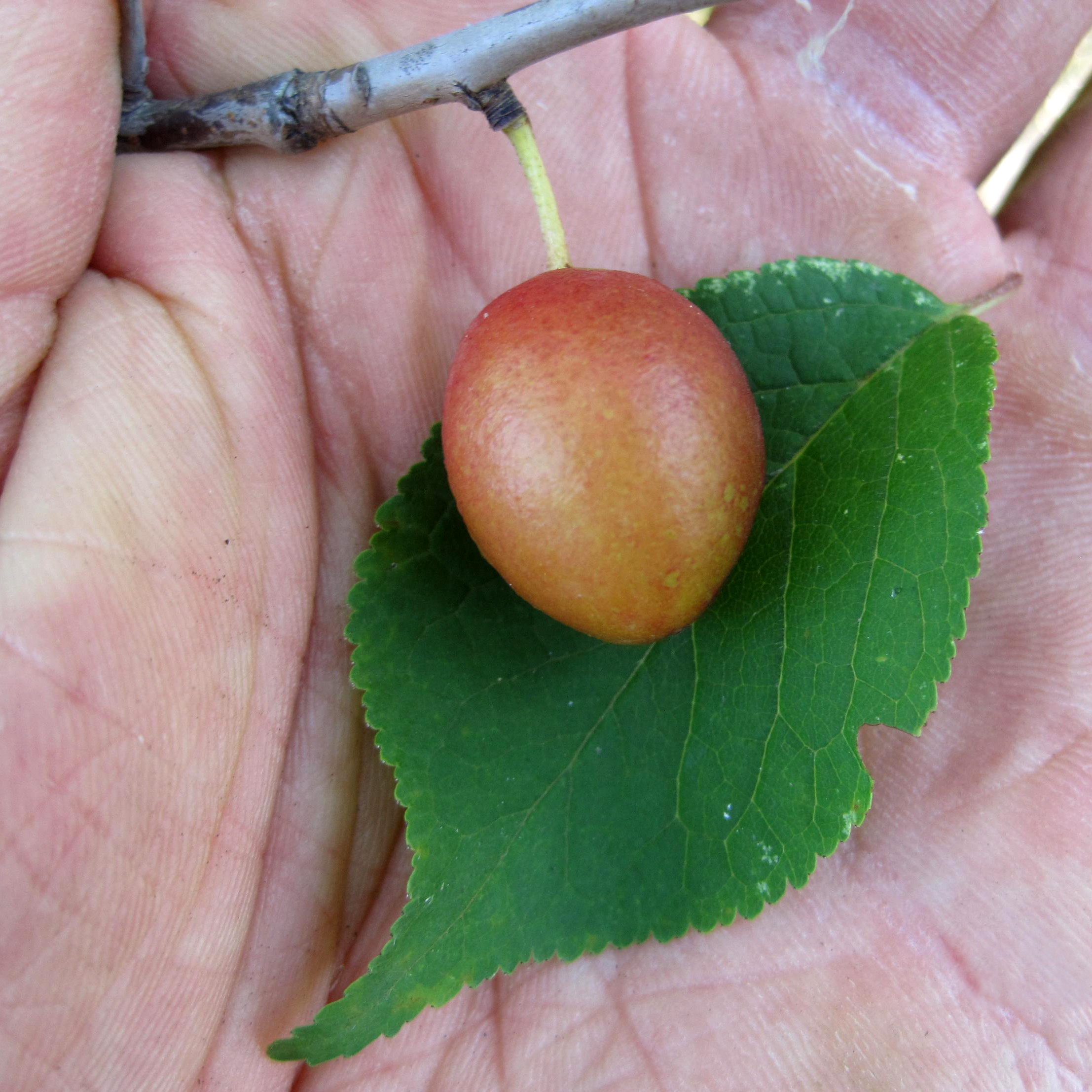
Плод и лист

## Культивирование
Канадская слива — одно из немногих плодовых деревьев, которые растут на севере. Она обладает высокой зимостойкостью (может выдерживать морозы до −40 С), поэтому широкомасштабное культивирование её началось ещё в XIX веке. Существует ряд сортов, которые выращиваются в Западной Сибири и на Урале, где условия гораздо более суровы, чем в ареале естественного произрастания (например, Венгерка уральская, Куяшская и Селигран). Они прекрасно переносят местный климат и показывают хорошее плодоношение. При этом корневая система более устойчива, чем верхняя часть. Даже если ветви вымерзнут, дерево сможет восстановиться из корневой поросли. Показатели иммунитета описываются как средние.
Разновидности канадской сливы чаще всего самобесплодны, им необходимы опылители (обычно для этого используют разновидности американской и китайской слив). Скороплодна: первый урожай можно собирать через 2-3 года после высадки. Средний размер плодов сортовой сливы — 3 см в длину, а средний вес — 20-25 г, редко до 30. Мякоть жёлто-зелёного окраса, сочная и ароматная. Сладкого или кисло-сладкого вкуса с незначительной терпкостью. Косточка не слишком крупная, в зависимости от сорта может хорошо отделяться от мякоти или прилегать к ней. Урожайность обильная, наблюдается ежегодно. С одного дерева получают примерно 20-25 кг плодов. Эти сливы могут употребляться в свежем виде и для заготовки (компоты и варенье), их замораживают целиком или в виде пюре.
Может поражаться такими видами заболеваний, как клястероспориоз, кармашки, серая гниль и пр. Самыми опасными паразитами для североамериканской культуры являются тля и пилильщики.